# (3111) Misuzu
(3111) Misuzu est un astéroïde de la ceinture principale.

## Description
(3111) Misuzu est un astéroïde de la ceinture principale. Il fut découvert le 19 février 1977 à Kiso par Hiroki Kosai et Kiichiro Hurukawa. Il présente une orbite caractérisée par un demi-grand axe de 2,22 UA, une excentricité de 0,16 et une inclinaison de 2,0° par rapport à l'écliptique.

## Compléments